# Daniel Hernández Morillo
Daniel Hernández Morillo (Salcabamba, Huancavelica, 1 de agosto de 1856-Lima, 23 de octubre de 1932) fue un pintor peruano siendo conocido por ser el primer director de la Escuela Nacional de Bellas Artes. Asimismo, era destacado por su estilo académico y sus "perezosas".

## Biografía
Nació en el departamento de Huancavelica, en el distrito de Salcabamba dentro de la provincia de Tayacaja, el 1 de agosto de 1856, hijo de Leocadio Hernández, y de Basilia Morillo. Llega a Lima a los 4 años de edad, iniciando su educación artística a los 14, en el taller de Leonardo Barbieri ubicado en la calle San Pedro de Lima y cuyas clases asume a su cargo cuando el maestro vuelve a su tierra natal. De esta época es su obra La Muerte de Sócrates (1872), que le valió el reconocimiento por parte del gobierno de Manuel Pardo, obteniendo una beca a Europa y un compromiso de subvención que no fue cumplido en su totalidad al llegar de su viaje en los primeros meses de 1874.
Durante su estadía visita en París a su compatriota Ignacio Merino, el cual le aconseja trasladarse a Roma; así permanece diez años en Italia aprendiendo del pintor español Mariano Fortuny. En 1883 vuelve a París donde es presidente de la Sociedad de Pintores Españoles residentes en la ciudad, vinculándose con otros artistas como Francisco Pradilla y José Villegas Cordero, y fue miembro de la Sociedad de Artistas Franceses, exhibiendo en el Salón Anual de la Sociedad de Artistas Franceses, de difícil acceso por dogma academista; él tuvo amplia acogida en los siete años que se presentó, considerado “fors concours” ("competencia sustancial") de los salones parisinos.
Por su cuadro La Perezosa, fue premiado con la Segunda Medalla en el Salón de París, 1899.[cita requerida] En la Exposición Universal de París, con motivo del cambio al siglo XX en 1900 le fue otorgada Medalla de Oro en por su cuadro Amor Cruel, y La Perezosa le valió la Condecoración de la Legión de Honor en 1901. Desde entonces Hernández fue declarado H.C. honoris causa, en todos los salones. Obtuvo además, el Premio de Pintura en la Exposición Iberoamericana de Sevilla con la obra Francisco Pizarro.
En 1912 viaja a Montevideo, Buenos Aires y Roma, para exponer sus trabajos. Regresa a París donde reside hasta 1918. Por esa misma época, su hermano Inocencio, de bastante menor edad, llega a convertirse en un predicador de la Orden de los Dominicos en el Perú, lo cual a su vez coincide con el llamado que recibe este pintor del presidente José Pardo para asumir la dirección de la Escuela Nacional de Bellas Artes de Lima, hasta cuando murió en Lima de 1932.

## Importancia

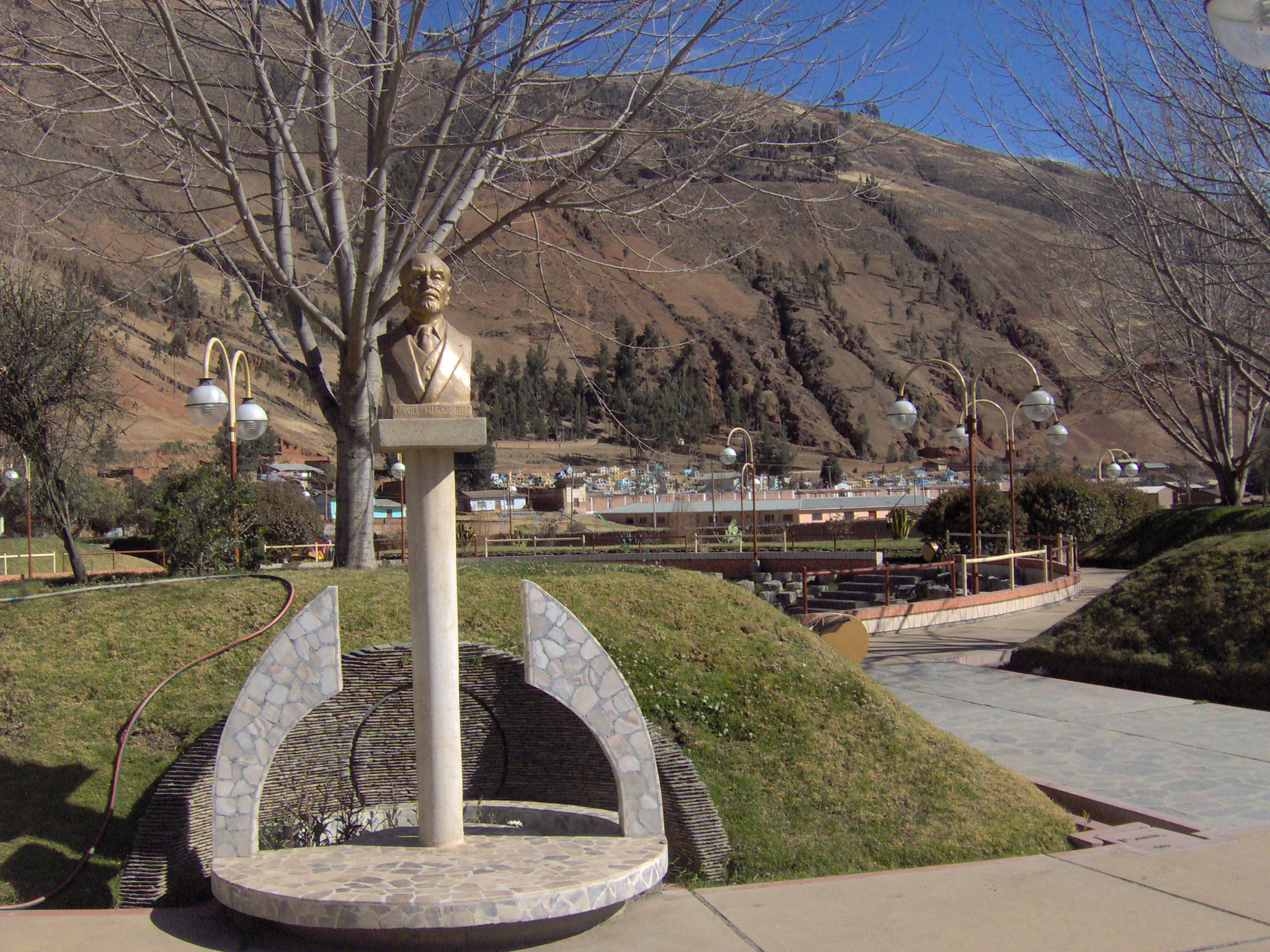
Monumento del busto de Hernández en el Parque Ecológico Infantil Chalampampas de Pampas.

Con un estilo preciosista y equilibrio entre el dibujo y el color: revelaba el dominio del pincel con trabajos en paisajes, temas históricos, etc. Se especializó en el retrato y singularmente en el desnudo femenino.
Si bien estas propuestas eran planteadas con espíritu grandilocuente y efectista de lograda factura, -el poeta y dramaturgo Juan Ríos, en su estudio sobre arte peruano reconoce que: "le dio amplitud al tema, pero careció de emotividad"-, no presentaban un estilo propio de arte peruano, sino que reproducían esquemas aprendidos en el exterior, a ello no obstante, contribuyó a crear un mercado local europeizado que en cierta medida evitaba la mirada a lo foráneo, punto planteado por el periodista y poeta Mirko Lauer.
Daniel Hernández es considerado como un academicista que se interesó en retratar a la burguesía dominante de la época, como se puede apreciar en las pinturas realizadas para el gobierno de Augusto B. Leguía: “El saludo al presidente Leguía”.
Por ello se considera a Hernández un hombre de su tiempo. Pese a su acento conservador, sin embargo, puede observarse en la postura de Hernández cierta anuencia a nuevas concepciones artísticas como el Impresionismo.
En la provincia de Tayacaja, es considerado un hijo ilustre, siendo nombrados en su honor un distrito el cual queda junto a la ciudad de Pampas, un colegio el principal de la ciudad, y también viene funcionando la Escuela Académica Profesional de Ing. Sistemas de la Universidad Nacional de Huancavelica, que tiene por compromiso investigar más acerca del ilustre pintor.